# Alocasia heterophylla
Alocasia heterophylla là một loài thực vật có hoa trong họ Ráy (Araceae). Loài này được (C.Presl) Merr. mô tả khoa học đầu tiên năm 1908.